# Baerwaldbad
Das Baerwaldbad (benannt nach Pierre Frédéric Charles Baerwald), ehemals Stadtbad Kreuzberg, ist ein Hallenbad im Berliner Ortsteil Kreuzberg, Baerwaldstraße 64–67. Es wurde 1898 bis 1901 nach Entwürfen von Ludwig Hoffmann als Volksbad errichtet, zeitgleich mit dem Bau der Gemeindeschule Wilmsstraße 10 (heute: Bürgermeister-Herz-Schule) und der von Paul Schröder entworfenen Katholisch-Apostolischen Kirche. Das gesamte Ensemble steht unter Denkmalschutz. 
Aufgrund von notwendigen Renovierungsarbeiten ist das Bad seit 2017 geschlossen, die Zukunft unklar. Der Bezirk Friedrichshain-Kreuzberg wünscht sich eine Übernahme durch das Land Berlin und eine Inbetriebnahme durch die Berliner Bäder-Betriebe. Laut Gutachten würde eine Sanierung des denkmalgeschützten Baus 41,1 Millionen Euro kosten.

## Baugeschichte
Das Bad beherbergte bei seiner Eröffnung ein U-förmiges kleines Schwimmbecken von 21,10 m Länge und 9,15 m Breite sowie 69 Wannen- und 42 Brausebäder, eine medizinische Abteilung, die nötigen Kassenräume links und rechts des Eingangs und im Obergeschoss Wohnungen für die Bediensteten. Im hinteren Teil des Gebäudes befindet sich ein zusätzliches Treppenhaus, das den Schülern der dahinter liegenden Schule einen direkten Zugang zu den Baderäumen ermöglicht(e).
In den Jahren 1913–1917 wurde auf der Ecke Baerwaldstraße/Wilmsstraße ein Erweiterungsbau, für den Ludwig Hoffmann ebenfalls die Pläne lieferte, errichtet. Er enthielt das große Schwimmbecken (Länge 25 m, Breite 9,55 m), 35 Brausebädern und eine Heil- und Kurabteilung. Im Zweiten Weltkrieg wurde dieser Erweiterungsbau völlig zerstört. 1951 beschloss der Bezirk den Neubau der zweiten Schwimmhalle mithilfe noch verfügbarer früherer Planungsunterlagen. Nach dreijähriger Bauzeit konnte diese am 28. August 1955 der Öffentlichkeit übergeben werden.
Mangels Nachfrage mussten in den 1990er Jahren nach und nach einzelne Abteilungen stillgelegt werden, bis 1998 auch der öffentliche Badebetrieb eingestellt wurde. Es fand nur noch Schul- und Vereinsschwimmen statt und im Juli 2002 folgte das endgültige Aus. Kreuzberger Schwimmvereine gründeten daraufhin das Projekt Baerwaldbad und den Verein Tauchen Schwimmen Breitensport (TSB e. V.), die nunmehr als Pächter das Bad betrieben. Es konnte im Oktober 2002 wieder eröffnet werden.
Seit 2007 engagiert sich die Zukunftsbau GmbH (eine 1986 gegründete Qualifizierungsgesellschaft) für das Projekt Baerwaldbad. Mit ihrer und der Initiative des TSB e. V. wurden denkmalgerechte Teilsanierungen vorgenommen. Zunächst war eine Gruppe von 14 ABM-Kräften in verschiedenen Gewerken wie Maler, Tischler, Schlosser im Einsatz. Das Konzept wurde im Mai 2008 fortgesetzt, wieder konnten junge Leute aus Kreuzberg bei der Erhaltung des Baudenkmals tätig werden. Im Anschluss wurden die Sanierungsarbeiten in kleineren Schritten bei laufendem Betrieb weitergeführt, es werden auch Lehrlinge in Bauberufen ausgebildet. Die Wannen- und Brauseabteilungen wurden entkernt und neuen Nutzungen zugeführt. Die Sanierungskosten wurden mit rund fünf Millionen Euro beziffert, von denen ein Großteil aus europäischen Fördergeldern stammte.
2010 erhielt das Bad den Kulturerbe-Preis der Europäischen Union, den  Europa Nostra Award, mit dem Projekte zur Erhaltung des kulturellen Erbes ausgezeichnet werden. Das Baerwaldbad war damit neben dem Neuen Museum einer von zwei Preisträgern in Berlin und einer von fünf in Deutschland.
Zwischen dem 27. März 2015 (kleine Schwimmhalle) bzw. dem 22. Mai 2015 (große Schwimmhalle) und dem 14. November 2016 war das Bad aufgrund einer Verfügung des Gesundheitsamts geschlossen.
Seit 27. April 2017 ist das Baerwaldbad vollständig geschlossen und der Trägerverein insolvent. Die Becken sind entleert und dürfen im jetzigen Zustand nicht wieder in Betrieb genommen werden.
Im Ergebnis des Insolvenzverfahrens gelangte die Immobilie in das Eigentum des Bezirksamtes zurück.

## Außenarchitektur

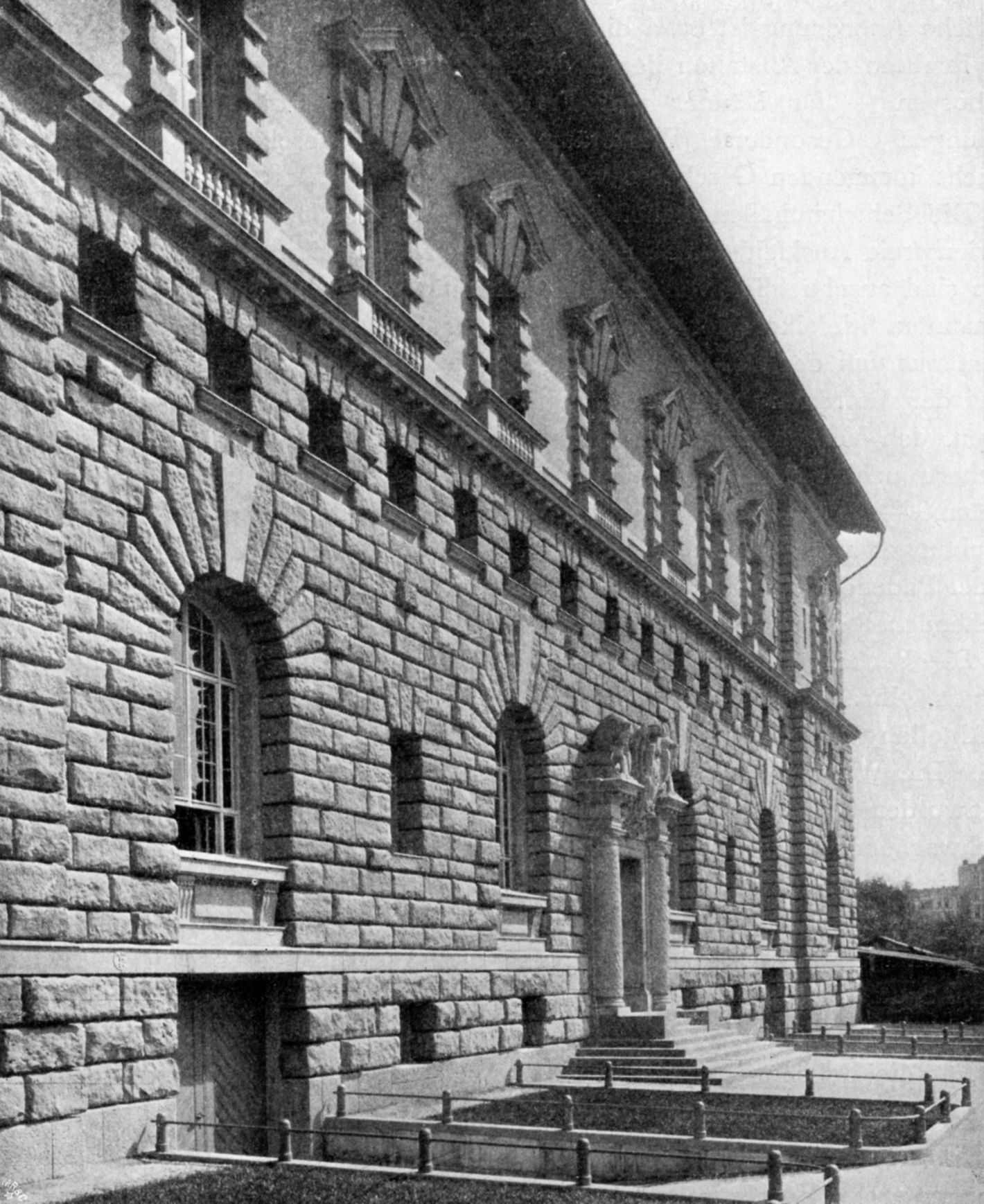
Fassade, 1906

Der in den Jahren 1898–1901 errichtete dreigeschossige Bau wirkt auf den ersten Blick wie ein römischer oder florentinischer Renaissance-Palast. Erst beim zweiten Hinsehen ist der untypische Aufbau des Zwischengeschosses mit kleinen Fenstern (Luken) zu erkennen. Dahinter verbergen sich die Zellen der Wannenbäder. Die Fassade ist gegliedert in ein rustiziertes Erdgeschoss aus Wünschelburger Sandstein mit großen Rundbogenfenstern, ein Fries mit Luken im zweiten Geschoss schließt den ebenfalls rustizierten Teil der Fassade ab. Das obere Geschoss, das die ehemaligen Dienstwohnungen der Badbediensteten beherbergt, ist glatt verputzt. Das beeindruckende Hauptportal wurde von dem Bildhauer Otto Lessing gestaltet.

## Innenarchitektur
Im Erdgeschoss befanden sich links und rechts des Mitteleinganges zwei Kassenräume (jetzt nur noch links), die Vorhalle und zwei Treppenhäuser. Dahinter, in der Hauptachse des Gebäudes, liegt die kleine Schwimmhalle mit einem hohen Tonnengewölbe. An den Längsseiten des Schwimmbeckens befinden sich Arkaden mit jeweils fünf Rundbögen, auf denen eine Galerie verläuft. Der Schmuck der Rundbögen bestand aus zehn allegorischen Holzfiguren und stammte ebenfalls von Otto Lessing. Die Figuren trugen Namen wie Neptun mit Fischen, Schutzgeist vor Schilf, Schildkröte mit Schlagstock und zwei Aalen oder Pfeifender Frosch auf Seerosen und sollten die Badenden vor den Gefahren des Wassers warnen. Sie waren nach dem Krieg verschwunden und wurden von dem Bildhauer Jörg Wenning bei der ersten Sanierung nach historischen Fotos möglichst originalgetreu nachgearbeitet.
In einem Rundbogen befanden sich zwei Umkleidekabinen, deren Mittelpfosten mit Skulpturen des Bildhauers Ernst Westphal geschmückt waren. Im Zwischengeschoss waren die Wannenbäder untergebracht; diese Räume wurden 2006 entkernt, wobei 21 wertvolle alte Spiegel geborgen werden konnten. Eine der zwei Wannenbäder-Abteilungen ist inzwischen saniert und im September 2010 als Bewegungs- und Gymnastikraum neu eröffnet worden.
Das historische Treppenhaus wurde ab 2007 ebenfalls runderneuert, die Geländer aufgefrischt, und vor allem erhielt das gesamte Innere seine ursprüngliche Farbgebung grün, eierschale und alt-weiß zurück. Die frühere Dienstwohnung wurde zu einem Ausstellungsdomizil umgestaltet, in dem die Geschichte des Bauwerks zu sehen ist.

## Nutzung

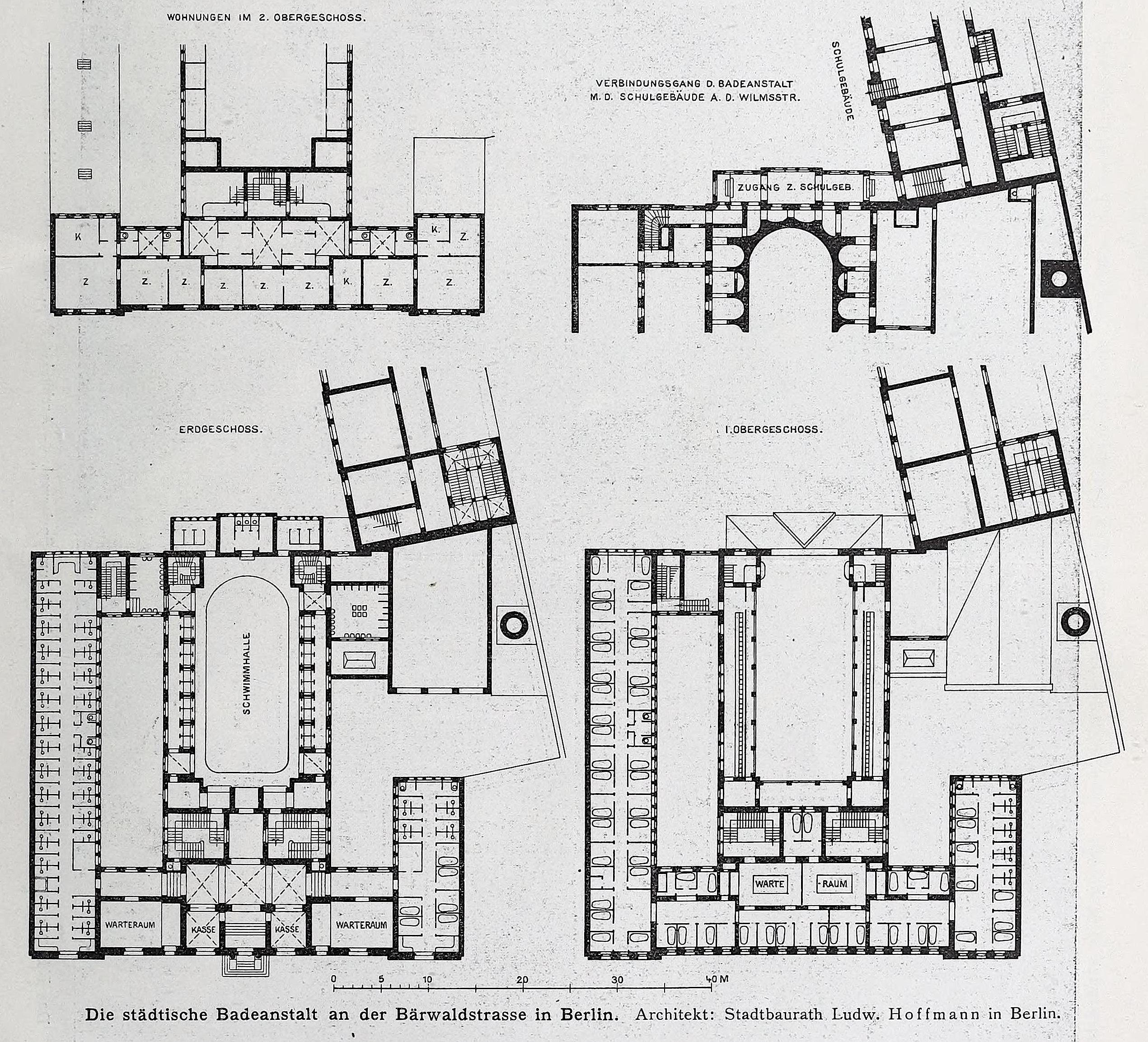
Original-Bauzeichnung mit den Nutzungsbereichen; um 1901

Neben der Nutzung als Schwimmbad für Jedermann, also vom Kleinkind bis zum Senior, kümmerte sich ab dem Jahr 2002 ein ehrenamtlicher Sportverein Baerwaldbad um weitere Angebote zum Thema Schwimmen und Wasser. Dazu gehörten spezielle Schwimmkurse sowie Aquafitness-Kurse. Besonders erwähnenswert ist die Aufführung der Unterwasseroper AquAria. Zuschauer am Beckenrand konnten Darsteller unter Wasser beobachten, die pantomimenhaft im Chor sangen. Dazu waren über der Wasseroberfläche Klänge zu hören, die in der antarktischen Unterwasser-Horchstation Palaoa des Alfred-Wegener-Instituts für Polar- und Meeresforschung aufgezeichnet worden waren. Die Oper handelte von der Suche nach Wasser. Die Aufführungen erfolgten unregelmäßig.
Das Baurecht und der schlechte Gebäudezustand (beispielsweise haben sich laut einem Baugutachten aus dem Jahr 2020 Chlorschäden im Stahlbeton gebildet) lassen keine kulturelle Teil- oder Gesamt-Zwischennutzung zu.
Im Dezember 2022 hat das Bezirksamt Friedrichshain-Kreuzberg die Ausarbeitung einer Machbarkeitsstudie beschlossen. Konkret heißt es in der Ausschreibung dazu: „Nutzungsszenarien und Trägermodelle für beide Hallen sowie die weiteren Räume in Zwischen- und Obergeschossen (sind zu) prüfen, einschließlich der finanziellen Tragfähigkeit dieser Szenarien. Die Wiederherstellung von mindestens einem der Hallenbäder für den Schwimmbetrieb soll berücksichtigt und mit anderen bezirklichen und gemeinwohlorientierten Bedarfen ergänzt werden. – Als Teil dieser Machbarkeitsstudie sollen relevante Nutzer*innen und Netzwerke aus der Nachbarschaft aktiviert und in den Prozess eingebunden werden. Die Form dieser Beteiligung wird mit dem gesuchten Planungsbüro weiter ausgearbeitet.“ 
Für die Ausarbeitung dieser Studie haben die Firmen LIST Lösungen im Stadtteil – Stadtentwicklungsgesellschaft mbH und die Gruppe KRP Architektur den Zuschlag erhalten. Ein Termin ist nicht genannt.